# Riu Laramie

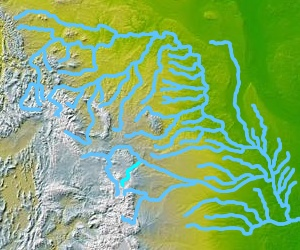
Conca del Missouri

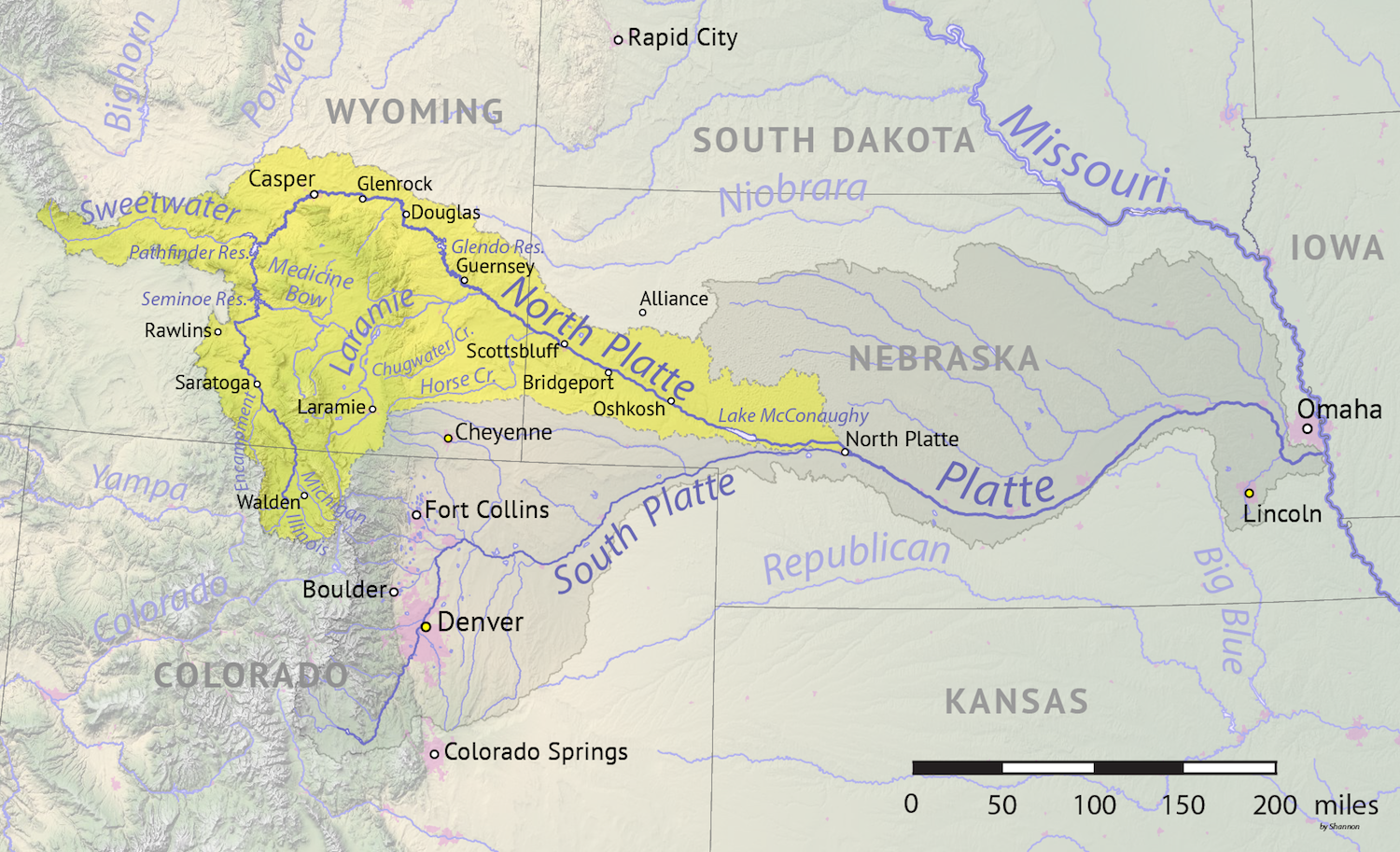
Conca del Platte Nord

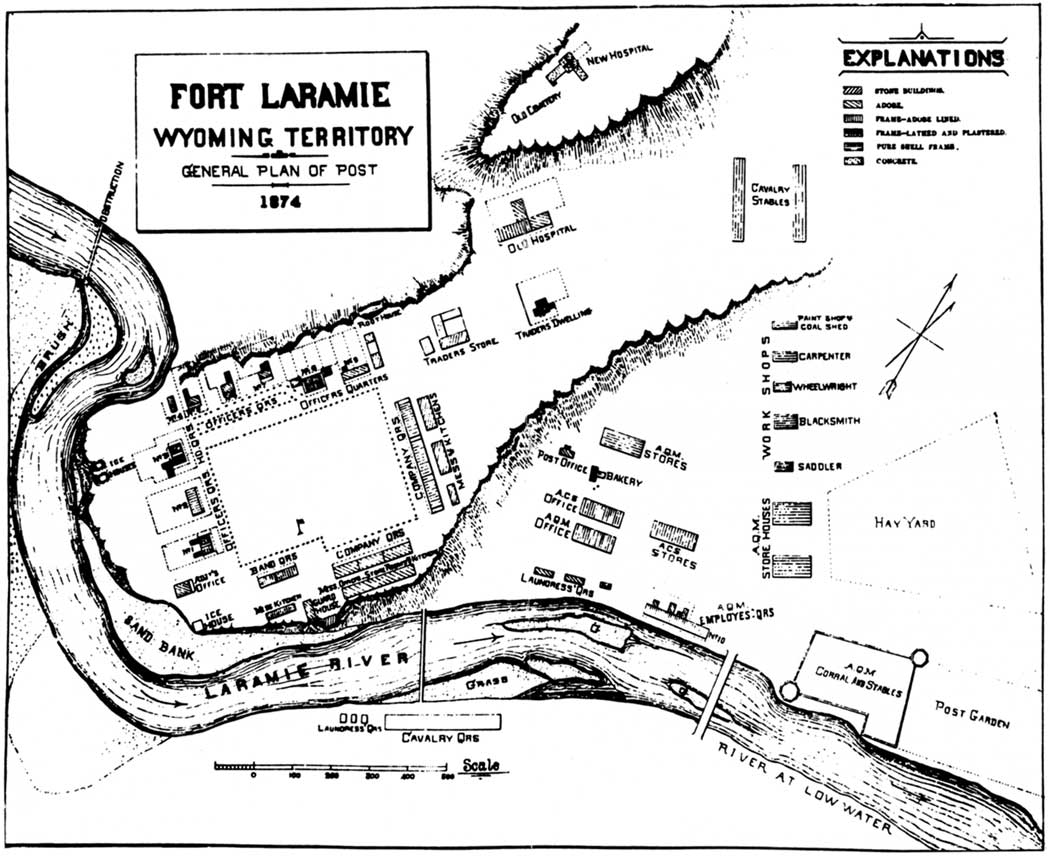
Planta del Fort Laramie.

El riu Laramie (anglès: Laramie River) és un riu de l'Oest dels Estats Units, és un dels principals afluents del riu Platte Nord. Tés uns 348 km de llargada amb una conca de 11.821 km². El seu cabal mitjà és de 3 m³ per segon.
Discorre pels estats de Colorado i Wyoming.
Neix al nord de l'estat de Colorado], dins la zona protegida coneguda com a Bosc Nacional Roosevelt en el petit llac Laramie, a 2.790 m d'altitud.
Laramie (27.204 habitants) és la ciutat més important que ttravessa aquest riu. Discorre per l'altiplà de Laramie (d'uns 2.200 m d'alt),rep el riu Petit Laramie. Travessa les muntanyes Laramie, rep el riu Laramie Nord (139 km), prop d'Uva. Passa al costat del lloc històric «Fort Laramie National Historic Site» on dessemboca, a 1.284 m d'altitud, en el riu Platte Nord.
Aquest riu rep el nom del tramper d'origen francès Jacques La Ramee que hi vivia cap a 1820 i va ser mort pels amerindis.